# Leica

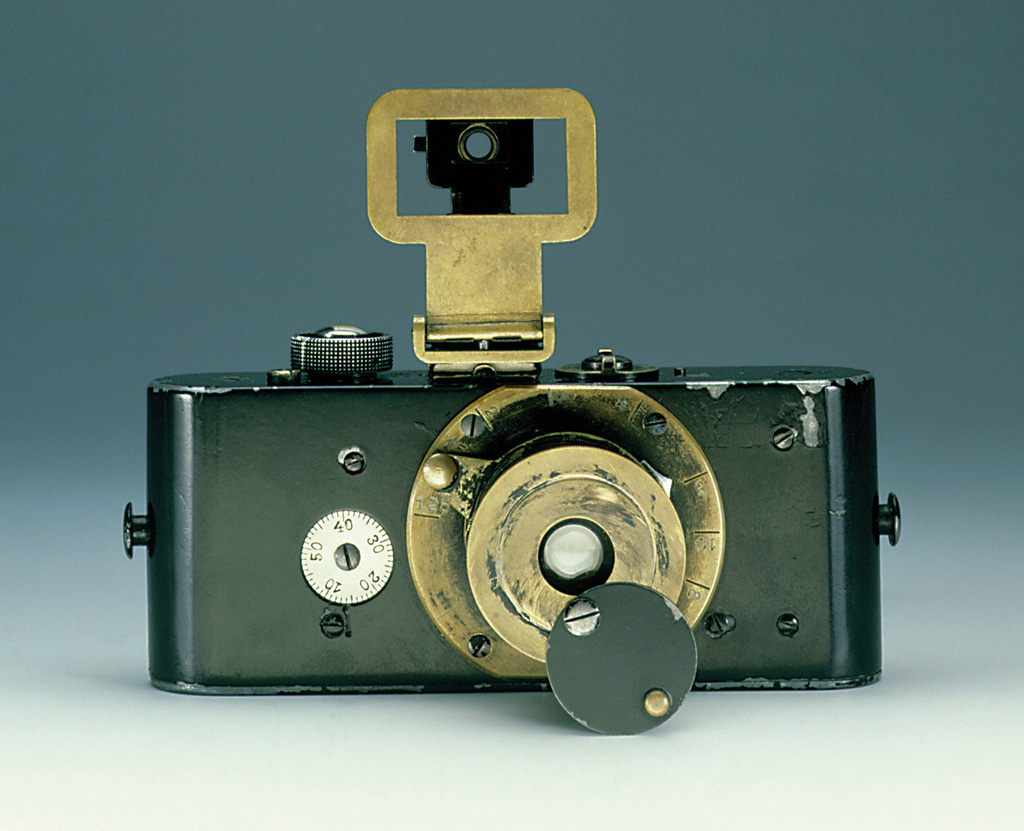
Ur-Leica, 1914

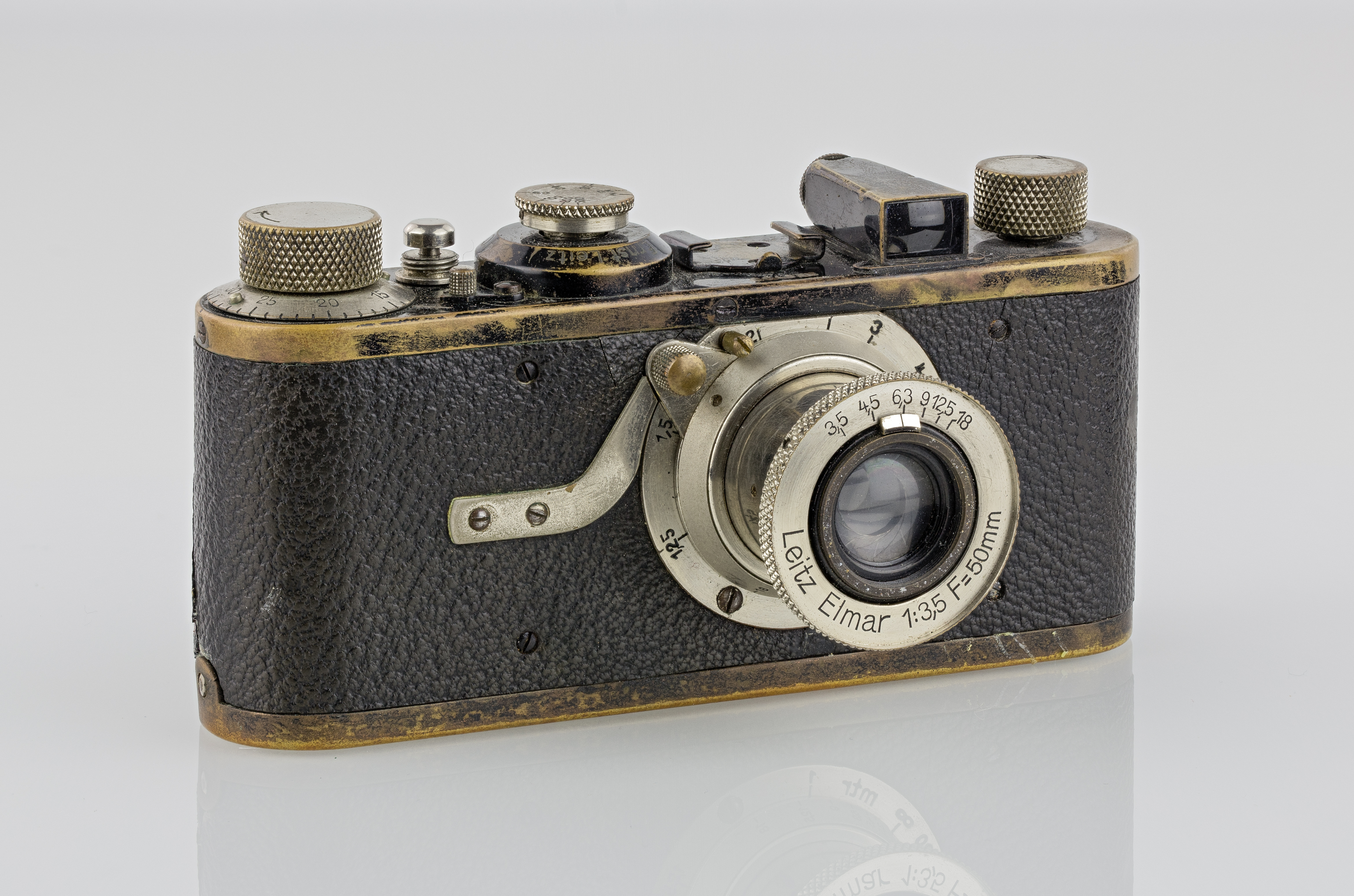
Leica I, 1927

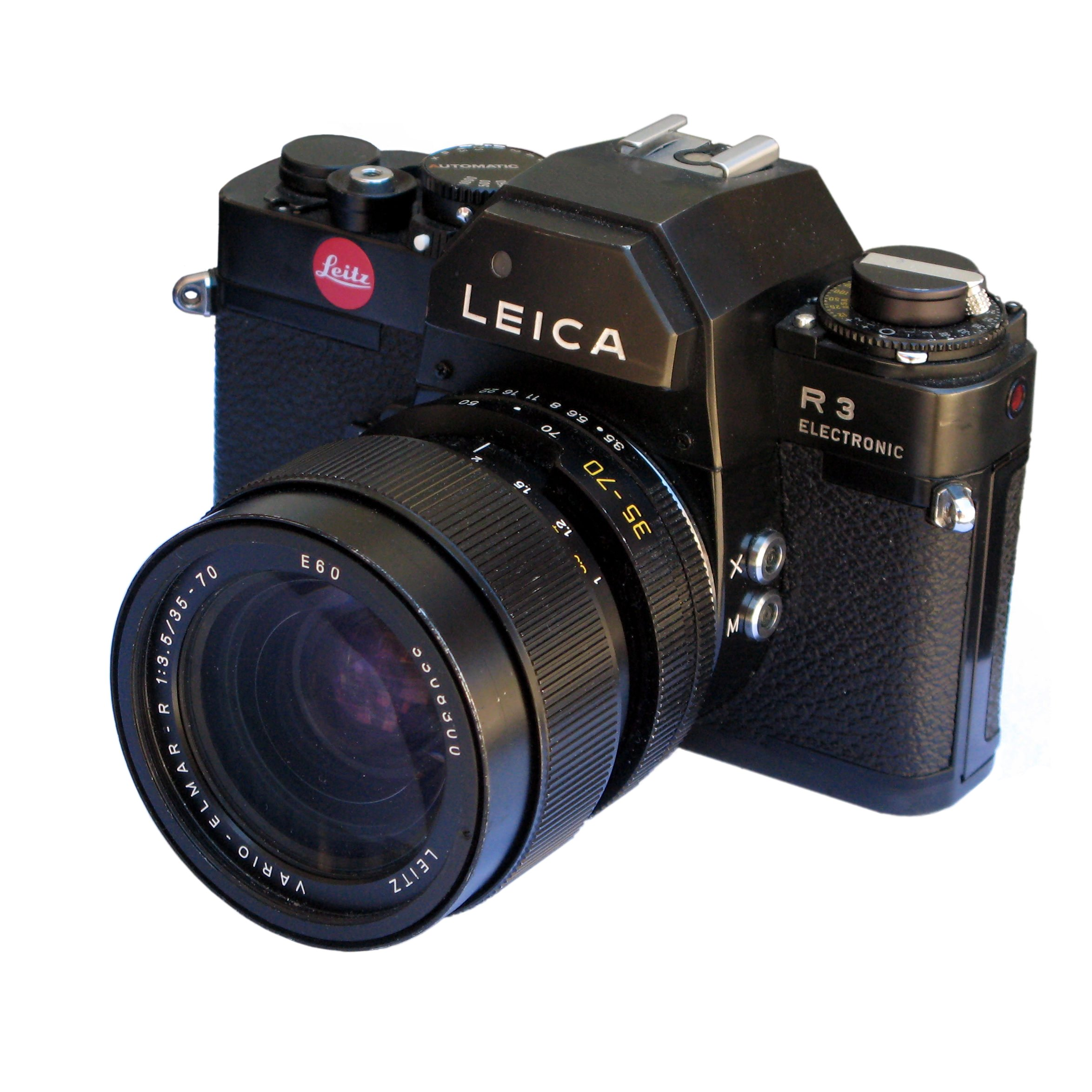
Leica R3

A Leica (Leica: Leitz(sche) Camera rövidítése) optikai készülékeket gyártó, illetve fejlesztő cégcsoport.

## Tagjai
- az Ernst Leitz által 1907-ben alapított wetzlari Leica Microsystems
- a Leica Camera AG Solms
- és a Leica Geosystems Heerbrugg (Svájc)

## Története
Ernst Leitz 1907-ben hozta létre és kezdte gyártani az első távcsövet. A cég mai profilja: mikroszkópok, távcsövek, fényképezőgépek, optikák gyártása.
Oskar Barnack 1925-ben kifejlesztette a 35 mm-es kisfilmes fényképezőgépet. Ez a méret az akkori filmméret fele volt, könnyen kezelhető, könnyű kamerát konstruált. A 35 mm-es filmformátum azóta is a mozgófilm és fényképezés legelterjedtebb formátuma. A 35 mm-es, két oldalon perforált filmet ma is leica-filmnek nevezik.
A Leica cég a fényképezőgépeit a gyártás megkezdése óta folyamatos sorszámmal látja el. Néhány kerek számot ismert személyeknek ajánlottak fel. A mai napig több mint 3 000 000 fényképezőgépet gyártottak. Magas szintű precizitás jellemzi gépeiket. Több egyedi megoldás és szabadalom fűződik a Leicához, például az optikai távmérő. Digitális kamerák gyártásában a Panasonic-kal kötött együttműködést a Leica, közös fejlesztéseik a LUMIX márkanévvel forgalmazott készülékek.
A Leica Geosystems földmérési műszereket (mérőállomás), lézeres távmérőket gyárt, Svájcban van a székhelye.
A Leica és a rivális Contax gyártási leírásai és technológiái II. világháborús jóvátételként a Szovjetunióba kerültek, ahol Kiev, Zorkij és Fed néven gyártották a német fejlesztésű fényképezőgépeket.